# La Paloma
A La Paloma a 19–20. század egy népszerű melódiája. A Guinness Rekordok Könyve szerint e dalról (és feldolgozásairól) több mint 2000, mások szerint legalább 5000 felvétel készült, szemben  a Yesterday (Beatles) 1600 nyilvántartott csúcsával.

## Szerzője
Sebastián de Iradier Salaverri (alias Sebastián Yradier) spanyol–baszk zeneszerző. Zenei tanulmányait szülővárosában Vitoriában (Baszkföld) végezte, ahol 1825-től templomi orgonistaként szolgált. Egyházi feladatai mellett vonzódott a szórakoztató zene (musica popular), főleg az ő korában népszerű műfajok – bolero, seguidilla, fandango, cachucha (andaluz tánc) stb. – iránt. Gyakran lépett fel a gazdag kereskedők és földbirtokosok szalonjaiban, ahol orgonán vagy gitáron kísérve adott elő dalokat.
1833-ban ösztöndíjjal folytatta tanulmányait Madridban. 1835-től különböző tanári állásokat töltött be neves zenei intézetekben. 1839-50 között a Real Conservatorio de Música de Madrid (Királyi Zeneakadémia) professzora volt. 1850-ben Párizsba utazott, s a párizsi szalonok népszerű látogatója és előadója lett. 1853-ban visszatért Madridba a La perla de Gentil című zenés játékának bemutatójára, majd 1855-ben ismét Párizsba utazott. 1857-ben a híres kontraalt énekesnővel, Marieta Albonival amerikai turnéra ment, a spanyol nyelvterületen és az Egyesült Államokban is szerepeltek. 1863-ban Európába visszatérve Londonban időzött, s innen 1864-ben Párizsba, majd – már betegen – hazájába tért vissza.
Az ISWC katalógusa 92 változatot sorol fel a dalból La paloma címmel (például T-801.364.687-3) és Yradier szerzői azonosítójával (00033422322). A magyar változat nincs köztük.

## A dal motívuma
A szerző Latin-Amerikai útjának egyik darabja a La Paloma címen ismertté vált habanera.  A címadó fehér galamb romantikus szövegéhez egy több, mint 2000 éves legenda szolgáltatta a motívumot. Eszerint  i.e. 492-ben az I. Dareiosz által indított háborúban a perzsa sereg Mardoniosz vezette hajóhadát az Athosz hegy lábainál a vihar szétverte, s a süllyedő hajókról az akkor még Európában nem honos fehér galambok szálltak fel. A görögök az ismeretlen madarakat a hajósok lelkének vélték, s hitük szerint ezek vitték el a hajótöröttek utolsó üzenetét szeretteikhez:.
Midőn Havannában hajóra szálltam én,
elbúcsúzni akkor senki se jött felém.
Egy árva kis galamb mellettem felrepült,
csodás utamon csak ő kísért egyedül.
Ha ablakodra suhanva száll egy galamb,
simogasd, csókold, mintha én lennék ott magam.
Tartsd minden jóval, szerelmes szóval, szegényt,
hisz ő viszi szerető szívedbe a reményt.
...
- (Szécsi Ferenc fordítása)

## A dal története
A La Paloma még Iradier életében népszerűvé vált Mexikóban. Egy regény (Eça de Queirós: El crimen del padre Amaro) úgy említi, mint vieja canción mexicana (régi mexikói dal). A Habsburg–Lotaringiai-házból származó I. Miksa mexikói császárnak és feleségének, a belga Sarolta belga királyi hercegnőnek egyik) kedvenc dala volt, s egy legenda szerint a császár kérte, hogy ezt játsszák a kivégzése előtt és közben. A császár földi maradványait az osztrák-magyar haditengerészet hajója szállította Európába (Fiumébe) és a gyászos eseményre hivatkozva az első világháborúig tilos volt a Császári és Királyi Haditengerészet hadihajóin a La Palomát eljátszani.
A szöveget már 1875-ben franciára és németre is lefordították, később minden országban, ahol a melódia sikert aratott, keletkeztek többé-kevésbé hű fordítások. Elvis Presley előadásában No More (Blu Hawaii) címmel az angol  (Don Robertson és Hal Blair tollából), Mireille Mathieu előadásában La Paloma ade címmel a német (Georg Buschor) és   La paloma adieu (Catherine Desage) címmel a francia szöveg  vált világhírűvé. Ugyancsak Mathieu mutatott be egy-egy  újabb angol (La Paloma Good-Bye) és spanyol (La Paloma vendra) fordítást.

### Bizet: Carmen – Habanera
Georges Bizet Carmenjének híres Habaneráját (L’amour est un oiseau rebelle) a szerző Iradier egy másik népszerű művének, az El Arreglito című habanerának a motívumaiból komponálta abban a hitben, hogy ez egy ismeretlen szerző műve, kubai népdal.

## Neves előadói voltak
- Acker Bilk
- Alejandro Fernández
- Alfonso Ortiz Tirado
- Alla Pugacsova
- Andre Rieu
- Bágya András (SLPX 17399)[5]
- Beniamino Gigli
- Bill Haley & His Comets
- Bill Ramsey
- Billy Vaughn
- Bing Crosby
- Carla Bley
- Carlo Buti
- Caterina Valente
- Charles Kullmann
- Charlie Parker
- Chubby Checker
- Comedian Harmonists
- Conchita Supervia
- Connie Francis
- Curd Jürgens
- Pérez Prado és zenekara
- Dean Martin
- Elvis Presley
- Emilio de Gogorza
- Eugenia León
- Fischer Choir
- Frankie Laine és Michel Legrand
- Freddy Quinn
- George Baker Selection
- Hans Albers
- Harry Belafonte
- Heino
- Helen Merrill
- Hugo Avendaño
- Illényi Katica
- Ilse Werner
- Jack Lantier
- James Last
- Jelly Roll Morton
- Joan Baez
- Jorge Negrete
- Juan Arvizu
- Julio Iglesias
- Kalmár Pál (1933)
- Klaus Wunderlich
- Laurel Aitken
- Leonore Veenemans
- Lehoczky Éva (OK 6623)[6]
- Libertad Lamarque
- Los Panchos
- Los Xey
- Luciano Pavarotti
- Luis Mariano
- Maria Callas
- Marietta Alboni
- Marta Kubišová, (cseh szöveggel Volam na shledanou)
- The Melody Four
- Martiny Lajos (EP7182)
- Merle Haggard
- Miguel Carmelo
- Mills Brothers
- Mireille Mathieu
- Nagykovácsi Ilona YouTube-videó. YouTube
- Nána Múszhuri
- Olimpia Delgado Herbert
- Ota Čermák
- Patricia Lavila
- Pedro Vargas
- Perry Como
- Peter Anders
- Plácido Domingo
- René Kollo
- Richard Tauber
- Rosita Serrano[7]
- Rudolf Shock
- Sandro
- Shin Yona
- Sumi Jo
- Szedő Miklós[8]
- Victoria de los Ángeles(wd)
- Zhou Xuan
- Zenekari felvétel 1908-ból (szárnykürt)[9]
- Keringő ritmusban (1910)[10]

## Filmek
A La Paloma sok film betétdalaként szerepelt. Néhány nevezetesebb ezek közül:
- Billy le Kid, 1930
- The Private Life of Don Juan, 1934
- Juarez, 1939
- Große Freiheit Nr. 7 (német),  1944
- La Paloma (német), 1958,  Louis Armstrong szerepelt, de nem ő énekelte
- Freddy, die Gitarre und das Meer, 1959,  Freddy Quinn
- Freddy und der Millionar, Freddy Quinn
- Adua e le compagne, 1960
- Blue Hawaii, 1961, Elvis Presley: No More
- La Paloma,  1974, (R.: Daniel Schmid)
- Das Boot (német), 1981
- Mortelle Randonnée (francia), 1983
- A bál („Ballando ballando”) (R.: Ettore Scola), 1983, zene: Vladimir Cosma
- La Maison aux esprits  (R.: Bille August Isabel Allende regényéből)
- Hable con ella (R.: Pedro Almodóvar), 2002